# Mabel Van Buren

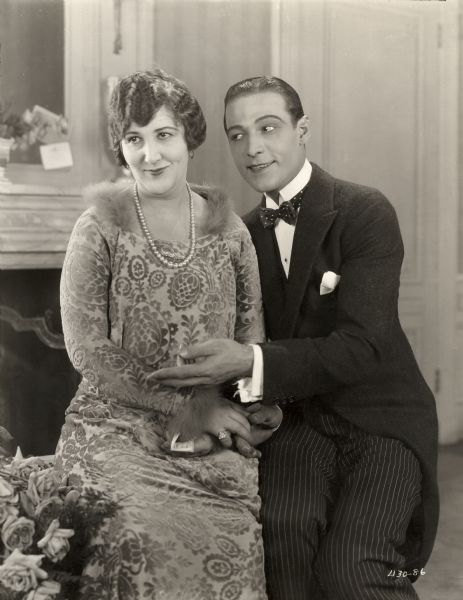
Fotograma de "Beyond the Rocks" amb Rodolfo Valentino

Mabel Van Buren (Chicago (Illinois), 17 de juliol de 1878−Hollywood (Califòrnia), 4 de novembre de 1947) va ser una actriu teatral i de cinema activa sobretot a l’època del cinema mut. Entre les pel·lícules més conegudes en què participa es poden esmentar Willful Peggy, de D. W. Griffith, The Warrens of Virginia i Manslaughter, de Cecil B. DeMille,  The Four Horsemen of the Apocalypse de Rex Ingram o Beyond the Rocks, de Sam Wood.

## Biografia
Va néixer a Chicago educant-se en escoles públiques. Va començar com a actriu teatral sent protagonista en obres com “Monsieur Beaucaire”, “Pretty Peggy”, “Bedford’s Hope”, “The Man of the Hour”, i les primeres versions de “The Virginian” o “The Squaw Man”. Inicià la seva carrera cinematogràfica amb la Biograph però després es passà a la Vitagraph, Kinemacolor, Selig, Fox, Clune Film i Lasky. El 1914 es va traslladar a Hollywood on participà en diferents pel·lícules de Cecil B. DeMille. Arribà a ser una de les actrius destacades de la Famous Players-Lasky, que més endavant esdevindria la Paramount. Estava casada amb l’actor James Gordon amb qui tingueren una filla, que també fou actriu. Es retirà de l'escena el 1941 i morí després d’una breu malaltia a Hollywood el 1947.

## Filmografia
- Serious Sixteen (1910)
- The House with Closed Shutters (1910)
- The Usurer (1910)
- An Old Story with a New Ending (1910)
- Wilful Peggy (1910)
- A Summer Tragedy (1910)
- A Lively Affair (1912)
- Her Crowning Glory (1913)
- A Scrap of Paper (1913)
- Pearls of the Madonna (1913)
- The Carbon Copy (1913)
- From Dusk to Dawn (1913)
- The Bridge of Shadows (1913)
- The Probationer (1913)
- The Touch of a Child (1913)
- Mounted Officer Flynn (1913)
- The Mysterious Way (1913)
- The House on the Plains (1913)
- Blue Blood and Red (1914)
- Message from Across the Sea (1914)
- The Charmed Arrow (1914)
- Tony and Maloney (1914)
- Through the Centuries (1914)
- Tested by Fire (1914)
- The Tragedy of Ambition (1914)
- Elizabeth's Prayer (1914)
- While Wifey Is Away (1914)
- The Midnight Call (1914)
- When Thieves Fall Out (1914)
- When a Woman Guides (1914)
- Brewster's Millions (1914)
- The Dishonored Medal (1914)
- The Master Mind (1914)
- The Man on the Box (1914)
- The Squatters (1914)
- The Man from Home (1914)
- The Circus Man (1914)
- The Ghost Breaker (1914)
- The Girl of the Golden West (1915)
- The Warrens of Virginia (1915)
- Bill Haywood, Producer (1915)
- The Woman (1915)
- Stepping Westward (1915)
- Vindication (1915)
- Should a Wife Forgive? (1915)
- The Sowers (1916)
- Ramona (1916)
- The House with the Golden Windows (1916)
- The Victoria Cross (1916)
- Lost and Won (1917)
- Those Without Sin (1917)
- A School for Husbands (1917)
- The Silent Partner (1917)
- Unconquered (1917)
- The Jaguar's Claws (1917)
- The Squaw Man's Son (1917)
- Hashimura Togo (1917)
- The Love of Madge O'Mara (1917)
- The Countess Charming (1917)
- The Devil Stone (1917)
- The Winding Trail (1918)
- Breakers Ahead (1918)
- Riders of the Night (1918)
- Hearts of Men (1919)
- Young Mrs. Winthrop (1920)
- The Sins of Rosanne (1920)
- Conrad in Quest of His Youth (1920)
- The Four Horsemen of the Apocalypse (1921)
- A Wise Fool (1921)
- Moonlight and Honeysuckle (1921)
- Miss Lulu Bett (1921)
- Beyond the Rocks (1922)
- For the Defense (1922)
- The Woman Who Walked Alone (1922)
- While Satan Sleeps (1922)
- Manslaughter (1922)
- Youth to Youth (1922)
- Pawned (1922)
- Fighting Blood (1923)
- Wandering Daughters (1923)
- The Light That Failed (1923)
- Lights Out (1923)
- In Search of a Thrill (1923)
- The Dawn of a Tomorrow (1924)
- The Top of the World (1925)
- Smooth as Satin (1925
- His Secretary (1925)
- The Lady of Lyons, N.Y.  (1926)
- The King of Kings (1927)
- The Meddlin' Stranger (1927)
- In Search of a Thrill (1927)
- Craig's Wife (1928)
- The Flyin' Buckaroo (1928)
- His First Command (1929)
- Neighbors' Wives (1933)
- Mississippi (1935)